# إيمري روث
إيمري روث (بالمجرية: Róth Imre)‏ كان معماري أمريكي ذو أصول يهودية والذي صمم العديد من الفنادق ومباني الشقق في مدينة نيويورك بين فترة العشرينيات حتى ثلاثينيات القرن العشرين. بالدمج بين عمارة الفنون الجميلة و آرت ديكو. أكمل اولادة مشروع العائلة، بتوسع كبير للشركة تحت مسمى إيمري روث وأولادة